# Bulbophyllum levinei
Bulbophyllum levinei är en orkidéart som beskrevs av Rudolf Schlechter. Bulbophyllum levinei ingår i släktet Bulbophyllum och familjen orkidéer. Inga underarter finns listade i Catalogue of Life.